# El Charal (Venezuela)
Pour les articles homonymes, voir El Charal et Charal.
El Charal est la capitale de la paroisse civile d'El Charal de la municipalité d'Unión de l'État de Falcón au Venezuela.